# Rita Kieber-Beck
Pour les articles homonymes, voir Kieber.
Rita Kieber-Beck, née le 27 décembre 1958 à Nenzig (Autriche), est une femme politique liechtensteinoise. 
Elle est ministre des Affaires étrangères depuis le 21 avril 2005. 